# Processoperatör

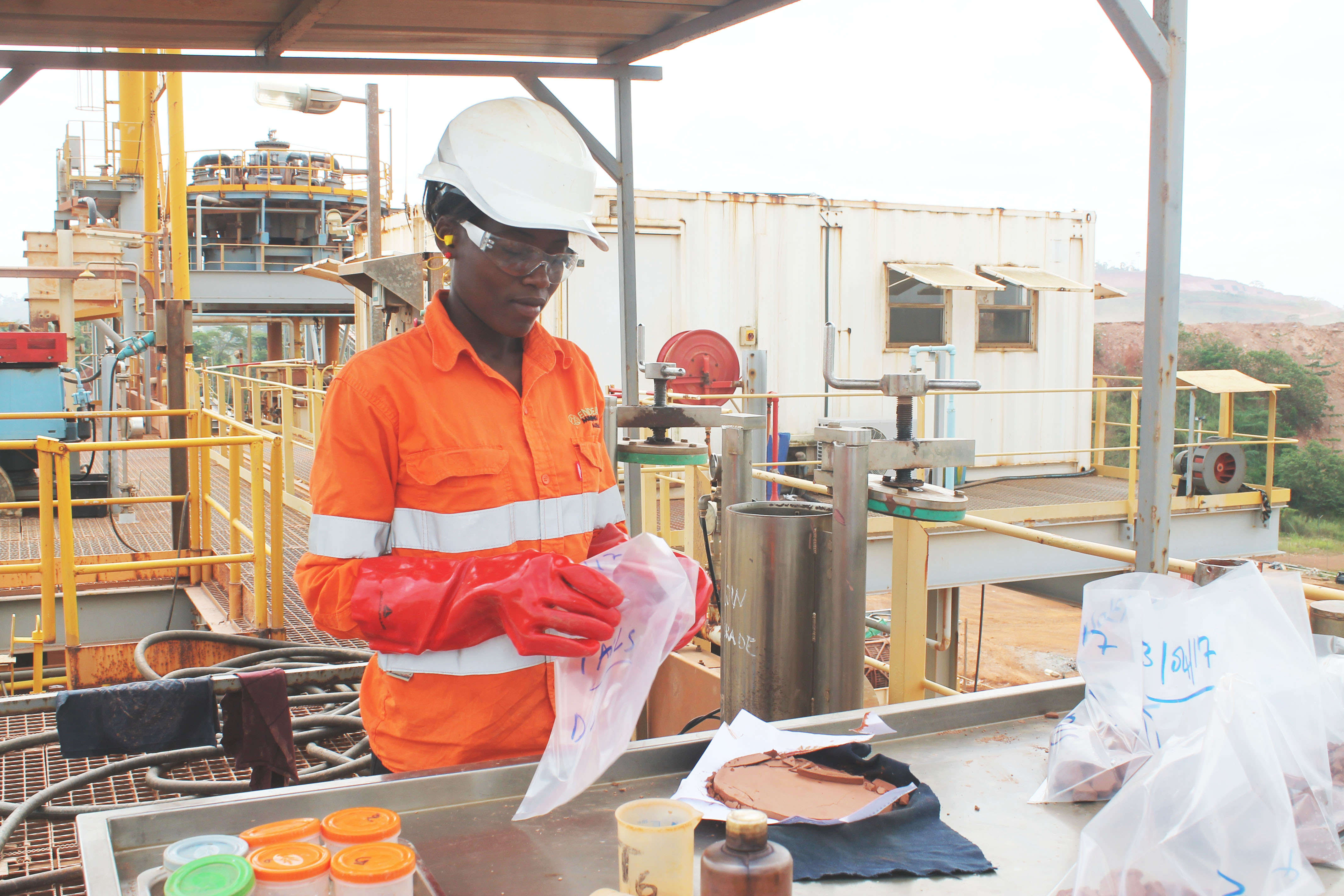
En processoperatör utför kemiska analyser vid en gruva i Elfenbenskusten

Processoperatör är ett tekniskt yrke. Processoperatörer arbetar främst med övervakning och styrning av processer inom exempelvis massa- och pappersindustrin, livsmedelsindustrin, vattenverk, avloppsreningsverk och smältverk. 
Eftersom de flesta sådana processer idag är högt automatiserade, består arbetet ofta av att sitta i ett kontrollrum och övervaka processen, men när driftstörningar uppstår måste de åtgärdas snabbt. Vanligen är kvalitetskraven höga. 
Många processer pågår dygnet runt, året runt, vilket innebär att många processoperatörer arbetar skift. Inom industrin är andelen arbetade timmar på dagtid 63 %, och 37 % arbetar någon form av skift. Inom övriga näringsgrenar är andelen arbetade timmar på dagtid 93 % och endast 7 % arbetar skift.
I Sverige har en processoperatör vanligen en gymnasial utbildning från industritekniska programmet, el- och energiprogrammet eller liknande utbildning på yrkeshögskola. Mittuniversitetet och Umeå universitet har också processoperatörsutbildningar. 